# IV Premis Goya
La IVa edició dels Premis Goya (oficialment en castellà: Premios Anuales de la Academia "Goya") va tenir lloc al Palau de Congressos de la ciutat de Madrid (Espanya) el 10 de març de 1990 i fa referència a aquelles produccions realitzades el 1989.
La presentació de la gala va anar a càrrec dels actors Carmen Maura i Andrés Pajares. En aquesta edició s'introduïren les categories de Direcció novell, Pel·lícula hispanoamericana i curtmetratge de ficció.
La gran guanyadora de la nit fou la pel·lícula El sueño del mono loco de Fernando Trueba, que guanyà 6 premis d'11 candidatures, entre elles la de millor pel·lícula, direcció i guió adaptat. Les grans perdedores foren La noche oscura de Carlos Saura sobre la vida de Sant Joan de la Creu, Las cosas del querer de Jaime Chávarri, Bajarse al moro de Fernando Colomo o El vuelo de la paloma de José Luis García Sánchez, totes elles amb cap premi.

## Nominats i guanyadors
| Millor pel·lícula | Millor director |
| --- | --- |
| - El sueño del mono loco - El mar y el tiempo - El niño de la luna - Esquilache - Montoyas y Tarantos | - Fernando Trueba per El sueño del mono loco - Fernando Fernán Gómez per El mar y el tiempo - Agustí Villaronga per El niño de la luna - Josefina Molina per Esquilache - Vicente Aranda per Si te dicen que caí |
| Millor actor | Millor actriu |
| - Jorge Sanz per Si te dicen que caí - Juan Diego per La noche oscura - Fernando Fernán Gómez per El mar y el tiempo - Fernando Fernán Gómez per Esquilache - Alfredo Landa per El río que nos lleva | - Rafaela Aparicio per El mar y el tiempo - Victoria Abril per Si te dicen que caí - Ana Belén per El vuelo de la paloma - Verónica Forqué per Bajarse al moro - Ángela Molina per Las cosas del querer |
| Millor actor secundari | Millor actriu secundària |
| - Adolfo Marsillach per Esquilache - Juan Echanove per El vuelo de la paloma - Juan Luis Galiardo per El vuelo de la paloma - Fernando Guillén per La noche oscura - Manuel Huete per El vuelo de la paloma - Enrique San Francisco per El baile del pato | - María Asquerino per El mar y el tiempo - María Barranco per Las cosas del querer - Chus Lampreave per Bajarse al moro - Amparo Rivelles per Esquilache - Concha Velasco per Esquilache |
| Millor guió original | Millor guió adaptat |
| - Agustí Villaronga per El niño de la luna - José Luis Cuerda per Amanece, que no es poco - Manuel Iborra per El baile del pato - Rafael Azcona i José Luis García Sánchez per El vuelo de la paloma - Antonio Larreta, Lázaro Irazábal, Fernando Colomo i Jaime Chávarri per Las cosas del querer | - Fernando Trueba, Manolo Matji i Menno Meyjes per El sueño del mono loco - José Luis Alonso de Santos, Joaquim Oristrell i Fernando Colomo per Bajarse al moro - Fernando Fernán Gómez per El mar y el tiempo - Josefina Molina, Joaquim Oristrell i José Sámano per Esquilache - Vicente Aranda per Si te dicen que caí |
| Millor director novell | Millor pel·lícula hispanoamericana |
| - Ana Díez per Ander eta Yul - Cristina Andreu Cuevas per Brumal - Isabel Coixet per Massa vell per morir jove - Xavier Villaverde per Continental - Santiago Ríos i Teodoro Ríos per Guarapo | - La bella del Alhambra d' Enrique Pineda Barnet ( Cuba) - Aventurera de Pablo de la Barra ( Veneçuela) |
| Millor fotografia | Millor muntatge |
| - José Luis Alcaine per El sueño del mono loco - Jaume Peracaula i Roura per El niño de la luna - Joan Amorós i Andreu per Esquilache - Teo Escamilla per La noche oscura - Teo Escamilla per Montoyas y Tarantos | - Carmen Frías per El sueño del mono loco - Pablo González del Amo per El mar y el tiempo - Raúl Román per El niño de la luna - Pedro del Rey per La noche oscura - José Antonio Rojo per Montoyas y Tarantos |
| Millor direcció artística | Millor vestuari |
| - Ramiro Gómez i Javier Artiñano per Esquilache - Francesc Candini i Puig per El niño de la luna - Pierre-Louis Thévenet per El sueño del mono loco - Luis Sanz Santiago per Las cosas del querer - Josep Rosell per Si te dicen que caí | - Montse Amenós i García i Isidre Prunés i Magrans per El niño de la luna - Ana Alvargonzález per La noche oscura - María Luisa Zabala i Jose María García Montes per Las cosas del querer - Alfonso López Barajas per Montoyas y Tarantos - Marcelo Grande per Si te dicen que caí                                       |
| Millor so | Millor música |
| - Antonio Bloch, Francisco Peramos i Manuel Cora per Montoyas y Tarantos - Carlos Faruolo, Francisco Peramos i Manuel Cora per Amanece, que no es poco - Miguel Ángel Polo i Enrique Molinero per Bajarse al moro - Gilles Ortion i Eduardo Fernández per El mar y el tiempo - Georges Prat, Pablo Blanco i Eduardo Fernández per El sueño del mono loco - Gilles Ortion i Carlos Faruolo per La noche oscura                                                                  | - Paco de Lucía per Montoyas y Tarantos - Pata Negra per Bajarse al moro - Antoine Duhamel per El sueño del mono loco - José Nieto per Esquilache - Gregorio García Segura per Las cosas del querer |
| Millor direcció de producció | Millors efectes especials |
| - José López Rodero per El sueño del mono loco - Andrés Santana per Bajarse al moro - Andrés Santana per El mar y el tiempo - Francisco Villar, Jaime Fernández-Cid, Adolfo Cora, Chihab Gharbi i Selma Baccar per El niño de la luna - Marisol Carnicero per Esquilache | - Colin Arthur, Basilio Cortijo i Carlo de Marchis per La grieta - Reyes Abades per Amanece, que no es poco - Emilio Ruiz, Reyes Abades, Ángel Alonso i Basilio Cortijo per El niño de la luna - Christian Bourqui per El sueño del mono loco - Reyes Abades per La noche oscura                                          |
| Millor maquillatge | Millor curtmetratge de ficció |
| - José Antonio Sánchez i Paquita Núñez per El niño de la luna - Juan Pedro Hernández i Jesús Moncusí per El mar y el tiempo - José Antonio Sánchez i Paquita Núñez per El sueño del mono loco - Romana González, José Antonio Sánchez, Mercedes Guillot i Josefa Morales per La noche oscura - Gregorio Ros i Jesús Moncusí i Vallverdú per Las cosas del querer - Romana González i Josefa Morales per Montoyas y Tarantos - Chass Llach i Poli López per Si te dicen que caí | - El reino de Víctor de Juanma Bajo Ulloa - El número marcado de Juan Manuel Chumilla-Carbajosa - Kilómetro cero: la partida de Juan Luis Mendiaraz |
| Goya a la millor pel·lícula d'animació | Goya d'honor |
| - Los cuatro músicos de Bremen de Cruz Delgado | - Victoriano López García (director de l'Escola Oficial de Cine) |